# Где не ступала нога человека
«Где не ступа́ла нога́ челове́ка» (англ. Untouched by Human Hands) — рассказ классика американской научной фантастики Роберта Шекли. Впервые опубликован в журнале Galaxy Science Fiction под названием One Man’s Poison в декабре 1953 года. В дальнейшем рассказ перерабатывался автором, и окончательно за рассказом закрепилось название Untouched by Human Hands.
На русском языке вышло два перевода этого рассказа: Нинели Евдокимовой (под названием «Где не ступала нога человека») и Ирины Тогоевой (под названием «Что одному здорово…»).

## Сюжет
Что одному здорово, то другому — смерть. И эта поговорка правдива не только на Земле, но и во всей Вселенной. Представьте себе, что вы оказались на чужой планете, без каких либо запасов провианта и всякой всячины, необходимой для жизни. И "о, чудо!" перед вами — склад! Склад, забитый разными товарами и вещами, о которых вы понятия не имеете. К тому же, вы испытываете трудности с переводом инопланетных текстов. И не понятно, то ли Клейпучку пьют все, то ли сама Клейпучка пьёт всех. Хорошо, что хоть яд, которого боятся жители этой планеты — обыкновенная вода, безопасная для человека. Хоть какая-то надежда на то, чтобы выжить…